# Archiphysa
Archiphysa is een geslacht van weekdieren uit de klasse van de Gastropoda (slakken).

## Soort
- Archiphysa latchfordii (Baker, 1928)